# Summer Paradise
«Summer Paradise» —en español: «Paraíso de verano»— es una canción interpretada por la banda canadiense Simple Plan, con la colaboración del cantante Sean Paul o K'naan. La canción fue lanzada el 13 de diciembre de 2011 en Australia y el 28 de febrero de 2012 en todo el mundo, como segundo sencillo oficial de su cuarto álbum de estudio Get Your Heart On!. Esta fue escrita por Emanuel Kiriakov, Keinan Warsame, los integrantes de Simple Plan y producida por Brian Howes. La canción tiene una base reggae/ska punk y fue inspirada en el surf, hobby del vocalista de la banda. La versión para todo el mundo cuenta con la colaboración de Sean Paul como artista invitado, en lugar de K'naan.

## Antecedentes y lanzamiento
La canción fue inspirada en el hobby de Bouvier, que según el, es una parte muy importante de su vida. En una entrevista con Buzznet, Bouvier comentó que: «He pasado mucho tiempo allí cuando el oleaje no es tan fuerte, y te quedas esperando una ola, sentado en el agua viendo los delfines y las focas pasar, mientras tienes una hermosa puesta de sol. Pienso mucho en la música y probablemente hayan pasado algunas canciones por ahí. También ésta canción, "Summer Paradise", tiene ese ambiente hermoso que seguramente se pueda atribuir a ir en viajes de surf».
La banda anuncio la canción como sencillo, al publicar un video musical para el mismo, el 12 de diciembre de 2011. Un día después, el 13 de diciembre de 2011, la canción fue lanzada en la tienda de iTunes en Australia. La banda dijo que la canción se daría a conocer en todo el mundo a lo largo de 2012. Una versión con Sean Paul fue lanzada en iTunes el 28 de febrero de 2012, siendo esta la oficial para todo el mundo, incluido Estados Unidos.

## Recepción

### Crítica
La canción recibió comentarios positivos por parte de los críticos de música contemporánea. Joe DeAndrea, crítico de AbsolutePunk, le dio una crítica positiva, alabando a K'naan por «sumar su botín a la canción inspirada en reggae», también agregó que: «es sorprendente que funcione y suena como una canción que Plain White T's podría escribir». Davey Boy, de Sputnikmusic, escribió favorablemente: «La colaboración mal ajustada de K'naan en "Summer Paradise", salta al vagón de Jason Mraz/Bruno Mars, siendo una canción acústica de verano con influencias caribeñas». Amy Sciarretto de Artistdirect, dijo que es «una reluciente canción untempo roquera, que debería volar el techo en donde quiera que estés escuchándola. Es una excelente canción, que desearías escuchar cuando estas en la playa, o en el porche de tu casa, tomando cervezas con tus amigos». Mahima Mathur de High on Score, le dio una buena reseña a la versión con Sean Paul diciendo: «Si no le prestas mucha atención a la letra, puede dar una brisa agradable relacionada con unos paisajes pintorescos en la portada de la canción. Además de tener un toque muy caribeño, va a controlarte para obtener tu espíritu mientras bebes uno de esos coloridos "Bahama Mamas" (bebida)». Otra buena crítica para la versión con Sean Paul la dio Rob Buchanan de Daily Spin, él comentó que: «Es una canción de verano por excelencia, con todos los ganchos y melodías para hacerte sentir como si estuvieras en la playa». También señaló: «"Summer Paradise" tiene un sonido de playa muy genérico y su riff de guitarra suena peligrosamente ha «Hey, Soul Sister» de Train».

### Comercial
El 2 de enero de 2012, «Summer Paradise» debutó en la lista australiana Australian Singles Chart en la posición número cuarenta. En su cuarta semana, ya en la posición número seis, logró ser la sexta canción de Simple Plan en alcanzar la lista de las diez primeras en dicho país. En la misma semana la canción obtuvo la certificación de oro tras vender 35 000 copias. A la siguiente semana en la lista, la canción se encontraba en la posición número cuatro, siendo esta la posición más alta de Simple Plan en Australia. En su sexta semana en la lista, la canción fue certificada con platino tras vender 70 000 copias. En marzo de 2012, la canción llegó a las 140 000 copias vendidas, obteniendo la certificación de doble platino.

## Video musical
El 12 de diciembre de 2011, se publicó un video musical en el sitio web oficial de Simple Plan, este fue para acompañar el lanzamiento del sencillo en Australia. El video cuenta con tomas en vivo de la gira Get Your Heart On Tour!, escenas de la banda en Australia y al vocalista de la banda, Pierre Bouvier, tocando la guitarra en la playa. La banda escribió un mensaje para los fanes, sobre el video: 

Una vez más, Australia está por delante de la curva. Es el primer país en el que lanzaremos «Summer Paradise» como sencillo de Get Your Heart On! y no podemos estar más emocionados. Esta es una de nuestras canciones favoritas en el álbum y no podemos esperar para que todos puedan escuchar. [...] Para nuestros fans en todo el mundo, no se preocupen, «Summer Paradise» llegara a todo el mundo. Tenemos la intención de lanzarla mundialmente, y también filmar otro video.

## Formato
| «Summer Paradise» — descarga digital |                                   |          |  |
| N.º                                  | Título                            | Duración |  |
| 1.                                   | «Summer Paradise» (con Sean Paul) | 3:54     |  |

| Descarga digital — Australia |        |          |  |
| N.º                          | Título | Duración |  |

## Posicionamiento en listas
| Alemania          | German Singles Chart      | 9  |
| Australia         | Australian Singles Chart  | 4  |
| Austria           | Austrian Singles Chart    | 7  |
| Bélgica (Flandes) | Ultratop 50               | 24 |
| Bélgica (Valonia) | Ultratop 40               | 16 |
| Canadá            | Canadian Hot 100          | 8  |
| Dinamarca         | Danish Singles Chart      | 18 |
| Escocia           | Scottish Singles Chart    | 8  |
| Eslovaquia        | Radio Top 100 Chart       | 7  |
| Francia           | French Singles Chart      | 21 |
| Hungría           | Rádiós Top 40             | 11 |
| Irlanda           | Irish Singles Chart       | 52 |
| Italia            | Italian Singles Chart     | 7  |
| Noruega           | Norwegian Singles Chart   | 5  |
| Nueva Zelanda     | New Zealand Singles Chart | 28 |
| Países Bajos      | Dutch Top 40              | 22 |
| Polonia           | Polish Airplay Chart      | 4  |
| Reino Unido       | UK Singles Chart          | 12 |
| República Checa   | Radio Top 100 Chart       | 10 |
| Suecia            | Swedish Singles Chart     | 4  |
| Suiza             | Swiss Singles Chart       | 11 |

### Certificaciones
| País      | Organismo certificador | Certificación | Ventas certificadas | Simbolización | Ref.             |
| --------- | ---------------------- | ------------- | ------------------- | ------------- | ---------------- |
| Australia | ARIA                   | 2× Platino    | 140 000             | 2▲            | [ 13 ]           |
| Canadá    | CRIA                   | 2× Platino    | 160 000             | 2▲            | [ 33 ]           |
| Dinamarca | IFPI — Dinamarca       | Platino       | 30 000              | ▲             | [cita requerida] |
| Italia    | FIMI                   | Platino       | 30 000              | ▲             | [cita requerida] |
| Suiza     | IFPI — Suiza           | Oro           | 15 000              | ●             | [ 35 ]           |

## Premios y nominaciones
«Summer Paradise» fue nominado a una ceremonia de premiación. A continuación, una lista con la candidatura que obtuvo:
| Año  | Ceremonia de premiación | Categoría         | Resultado | Ref.   |
| ---- | ----------------------- | ----------------- | --------- | ------ |
| 2012 | MuchMusic Video Awards  | Tu video favorito | Nominado  | [ 36 ] |